# Нубия
Нубия е историческа област в Североизточна Африка, по средното поречие на Нил между първия и шестия катаракт, прибл. между Хартум и Асуан. Предполага се, че името произлиза от древноегипетската дума „нуб“ (злато), защото египтяните са получавали злато чрез търговия с Нубия.
В древността в района съществува силна самостоятелна държава, воюваща с Египет, която носи същото име. В продължение на няколко хилядолетия Египет успява да владее различни по големина части преди на свой ред да бъде завладян от арабите и впоследствие колонизиран от Великобритания. След разпада на колониалната система Нубия е поделена между Судан и Египет.

## За други статии по темата
- Портал:Египтопедия

| Портал | Портал „Африка“ съдържа още много статии, свързани с Африка. Можете да се включите към Уикипроект „Африка“. |